# 乱舞のメロディ
「乱舞のメロディ」（らんぶのメロディ）は、シドの楽曲。同グループメジャー8枚目、通算19枚目のシングルとして2010年12月1日にキューンレコードから発売された。

## 概要
初回限定盤A、Bと通常盤の3つの仕様でリリースされ、初回限定盤2種には2010年7月31日にさいたまスーパーアリーナで行われた『SID Summer Festa 2010 〜SAITAMA SUPER LIVE〜』の模様と、ツアー『いちばん好きな場所2010』の密着映像がそれぞれ収録されている。通常盤には、特典としてオリジナル描き下ろし・BLEACHキャラクターカレンダー封入が封入されている。
ジャケットイラストは、初回限定盤Aが鷲、初回限定盤Bが狼、通常盤が虎をあしらったものになっている。そのほか、初回限定盤Aの「BLEACH アナザージャケット Ver.A」には死神サイドの黒崎一護、朽木ルキア、朽木白哉、日番谷冬獅郎、阿散井恋次、初回限定盤Bの「BLEACH アナザージャケット Ver.B」には仮面の軍勢の平子真子、愛川羅武、矢胴丸リサ、猿柿ひよ里、久南白、鳳橋楼十郎、六車拳西、宇昭田鉢玄が描かれた裏面ジャケットが封入されている。
プロモーション映像では映像の随所にカポエイラによる格闘技の演武を挿入、セットに本物のバッファローの骨を使用しており、タイムストレッチでの撮影にも挑戦している。また、PV内のマオの足だけが映るシーンと同じ構成の映像が、東京ドーム公演のオープニング映像に採用されている。

## 収録内容

### 初回生産限定盤・通常盤
| 全作詞: マオ。 |                                                      |           |           |                      |      |
| #              | タイトル                                             | 作詞      | 作曲      | 編曲                 | 時間 |
| 1.             | 「乱舞のメロディ」                                   | マオ      | 御恵明希  | シド & Takayuki Kato | 3:53 |
| 2.             | 「暖炉」                                             | マオ      | Shinji    | シド & 西平彰        | 3:21 |
| 3.             | 「ホソイコエ (Live from 『SID Summer Festa 2010』)」 | マオ      | Shinji    | シド & 西平彰        | 5:14 |
| 合計時間:      | 合計時間:                                            | 合計時間: | 合計時間: | 12:28                |      |

| #  | タイトル                                                                       | 作詞 | 作曲・編曲 |
| -- | ------------------------------------------------------------------------------ | ---- | ---------- |
| 1. | 「SID Summer Festa 2010 ライブ映像 + いちばん好きな場所2010 未公開映像 Ver.A」 |      |            |

| #  | タイトル                                                                       | 作詞 | 作曲・編曲 |
| -- | ------------------------------------------------------------------------------ | ---- | ---------- |
| 1. | 「SID Summer Festa 2010 ライブ映像 + いちばん好きな場所2010 未公開映像 Ver.B」 |      |            |

## 楽曲解説
1. 乱舞のメロディ
  - テレビ東京系アニメ『BLEACH』オープニングテーマ
  - PS3専用ソフト『BLEACH ソウル・イグニッション』オープニングテーマ
  - ABCテレビ『ビーバップ!ハイヒール』12月度エンディングテーマ
  - テレビ愛知『a-ha-N』12月度エンディングテーマ
  - RKBテレビ『チャートバスターズR!』12月度エンディングテーマ

東京ドーム公演より前に書いた詞で、「今しか書けないものを書くことを考えた」（マオ談）もの。ライブやファンに対する思い、またオープニングとして採用されたBLEACHの内容に対してなどと、様々なものに向けて歌詞が書かれている。
一部のファンがこの楽曲の事を、「ランプのメロディ」と間違えて覚えてしまっており、ライブで披露する際にはマオは必ず、ランプではなく乱舞であると発言している
2. 暖炉
この曲自体は「夏恋」の頃にデモが完成しており、以降毎回アレンジを替えて案に出し続け、今回やっと採用された。

## 収録アルバム
1. 乱舞のメロディ
  - 2nd/7thスタジオ・アルバム『dead stock』にアルバムバージョンとして「乱舞のメロディ (ALBUM MIX)」を収録。
  - 2ndベスト・アルバム『SID ALL SINGLES BEST』
  - 3rdベスト・アルバム『SID Anime Best 2008-2017』
2. 暖炉
  - 2ndカップリング・ベスト『Side B complete collection〜e.B 2〜』

## カバー
乱舞のメロディ
- ノイトラ・ジルガ（神奈延年） & テスラ・リンドクルツ（中村悠一） - アルバム『ブリコン 〜BLEACH CONCEPT COVERS〜 2』（2011年12月14日配信）に収録。
- 森田成一 - トリビュートアルバム『SID Tribute Album -Anime Songs-』（2023年12月6日発売）に収録。